# Kneahininok, Luțk
Kneahininok (în ucraineană Княгининок) este localitatea de reședință a comunei Maiakî din raionul Luțk, regiunea Volînia, Ucraina.

## Demografie
Componența lingvistică a localității Kneahininok
     Ucraineană (98,66%)
     Rusă (1,29%)
Conform recensământului din 2001, majoritatea populației localității Kneahininok era vorbitoare de ucraineană (98,66%), existând în minoritate și vorbitori de rusă (1,29%).